# Razend (boek)
Razend is een boek van de Nederlandse schrijfster Carry Slee en werd uitgebracht in 2000.
Het verhaal gaat over een jongen die door zijn vader wordt mishandeld. Het boek werd in 2011 verfilmd onder regie van Dave Schram. In 2017 volgde een musical.

## Verhaal
Sven, een middelbare scholier, is niet gelukkig thuis. Hij wordt door zijn vader zowel geestelijk als lichamelijk mishandeld en zijn broer Lennart haalt gemene streken met hem uit. Als vervolgens ook zijn vrienden en zijn vriendin Roosmarijn (die op haar beurt problemen heeft met een handtastelijke leraar) hem in de steek laten, bedenkt hij een schrikbarende oplossing: hij koopt een mes en vraagt zijn vader hem neer te steken. Dit kan zijn vader niet over zijn hart krijgen en ziet in dat het zo niet langer kan. Niet lang daarna krijgt het gezin professionele hulp. Roosmarijns leraar wordt ontslagen na de confrontatie tussen Sven en zijn vader. Samen met Roosmarijn maakt Sven uiteindelijk een film, want hij wil heel graag regisseur worden.

## Onderscheiding
- Razend werd bekroond met de Prijs van de Kinderjury (2001) en getipt door de Jonge Jury (2002).